# Patrick Philbin
Patrick Philbin (Egyesült Királyság, Mayo, Castlebar, 1874. augusztus 9. - Egyesült Királyság, Merseyside, Liverpool, 1929.) olimpiai ezüstérmes brit kötélhúzó.
Az 1908. évi nyári olimpiai játékokon indult kötélhúzásban brit színekben. A liverpooli városi rendőrség csapatában szerepelt. Rajtuk kívül még két brit rendőrségi csapat és két ország indult (amerikaiak és svédek). A verseny egyenes kiesésben zajlott. A döntőben a londoni rendőrségtől kaptak ki.